# Armée du salut national du peuple chinois
L'armée du salut national du peuple chinois est une des armées de volontaires anti-japonaises les plus efficaces durant les conflits entre la Chine et le Japon au début des années 1930.
Menée par un ancien bandit reconverti en soldat, Wang Delin. Au moment de l'invasion japonaise de la Mandchourie, lui et son bataillon de 200 hommes sont stationnés près de Yanji, petite ville dans l'est de la province de Jilin. Après avoir attaqué un groupe de topographes japonais, Wang refuse de se soumettre au nouveau Mandchoukouo, ce qui attire à lui de nombreux résistants. Wang fonde le 8 février 1932 l'armée du salut national, qui compte alors plus de 1 000 hommes. De février à avril, cette armée remporte de nombreuses victoires sur les troupes du Japon et du Mandchoukouo : certaines troupes de cet État fantoche désertent pour la rejoindre, augmentant ainsi la taille de la troupe de 4 600 le 1er mars à plus de 10 000, voire 15 000 hommes, organisés en 5 brigades, en avril. Le nombre total des combattants de l'armée est estimé à 30 000 volontaires en juillet 1932.

## Source
- (en) Cet article est partiellement ou en totalité issu de l’article de Wikipédia en anglais intitulé « Chinese People's National Salvation Army » (voir la liste des auteurs).